# New Jack City
New Jack City o mejor conocida en Latinoamérica como La Fortaleza del Vicio es una película de suspenso y crimen estadounidense de 1991 basada en una historia original y escrita por Thomas Lee Wright y Barry Michael Cooper, y dirigida por Mario Van Peebles en su debut como director de largometrajes, ya que también coprotagoniza la película. La película está protagonizada por Wesley Snipes, Ice-T, Allen Payne, Chris Rock, Mario Van Peebles, Judd Nelson y Bill Cobbs. La película se estrenó en los Estados Unidos el 8 de marzo de 1991
Wesley Snipes interpreta a Nino Brown, un narcotraficante en ascenso en la ciudad de Nueva York durante la epidemia de crack. Ice T interpreta a Scotty Appleton, un detective que promete detener la actividad delictiva de Nino yendo de incógnito a trabajar para la pandilla de Nino.

## Argumento
La historia comienza en 1986,Nino Brown se ha impuesto como el dueño absoluto de una poderosa banda de narcotraficantes en Harlem, los Cash Money Brothers. Violencia y corrupción son sus armas predilectas. Controla y organiza el mercado del Crack  de Nueva York, no dudando en cazar inmuebles para transformarlos en gigantescos laboratorios clandestinos. Dos oficiales de policía, Scotty Appleton y Nick Peretti, unen sus esfuerzos por atrapar a Nino y su peligrosa banda. Ambos sufrieron personalmente por la droga. Uno por haber sido él mismo toxicómano, el otro porque su madre había sido asesinada por un drogadicto.

## Reparto
- Wesley Snipes como Nino Brown, un narcotraficante arrogante e inteligente que asesinó a la madre de Scotty Appleton.
- Ice T como Scotty Appleton, un detective de la policía de la ciudad de Nueva York que promete derribar a Nino como retribución por la muerte de su madre a manos de Nino.
- Allen Payne como Gerald "Gee Money" Wells; Amigo de la infancia de Nino y segundo al mando de Cash Money Brothers (CMB).
- Chris Rock como Pookie" Benny Robinson; un ex niño asaltante que se vuelve pobre y sin hogar después de que Appleton le dispara en el tobillo. Más tarde se convierte en adicto al crack y eventualmente en informante de la policía.
- Judd Nelson como Nick Peretti, socio de Appleton en la investigación de CMB.
- Mario Van Peebles como Stone, el líder de la operación policial contra la pandilla de Nino
- Michael Michele como Selina Thomas, la novia de Nino Brown, que se pone extremadamente celosa cuando Nino se enamora de la novia de Gee Money.
- Bill Nunn como Duh Duh Duh Man, ejecutor de CMB y guardaespaldas personal de Nino.
- Russell Wong como Park, un oficial de policía experto en tecnología que hace que Pookie use alta tecnología para su infiltración.
- Bill Cobbs como El Viejo, Un anciano que está en contra de los crímenes de Nino en la ciudad. Dispara y mata a Nino cuando sale de la sala del tribunal; Nino cae y muere.
- Christopher Williams como Kareem Akbar, un cajero de banco convertido en pandillero del CMB.
- Vanessa Estelle Williams como Keisha, una pandillera de la CMB.
- Tracy Camilla Johns como Uniqua, la exnovia de Gee Money que se enamora de Nino.
- Anthony DeSando como Frankie Needles in His Arms, un mafioso que tiene conexiones con el CMB de su jefe, Don Armeteo. Nick y Scotty lo obligan a persuadir a Gee Money para que admita a Appleton en la pandilla.
- Nick Ashford, como el reverendo Oates
- Keith Sweat, como cantante en la boda.
- Eek-A-Mouse, como un rastafari traficante de drogas.
- Flavor Flav, como DJ.

## Producción
La película se basa en una historia original y un guión escrito por Thomas Lee Wright. III, y presentaba a un protagonista que vendía heroína en lugar de cocaína. Más tarde, Wright escribió, dirigió y produjo Eight Tray Gangster: The Making of a Crip, un documental sobre la vida de las pandillas en el centro sur de Los Ángeles.
El guión fue coescrito por Barry Michael Cooper, ex reportero de investigación de Village Voice. También escribió los guiones de las películas dramáticas Above the Rim (1994) y Sugar Hill (1994). La última película también protagonizó Snipes.
La reescritura de Cooper fue adaptada de su artículo de portada de The Village Voice de diciembre de 1987 titulado "Kids Killing Kids: New Jack City Eats Its Young", sobre la guerra contra las drogas en Detroit. El relato se refería al vigésimo aniversario de los disturbios de 1967 en Detroit y, a raíz de ello, el surgimiento de bandas de crack a fines de la década de 1980, como Young Boys Inc. y los Chambers Brothers.
La película de 1991 de Peebles está ambientada en la ciudad de Nueva York y se filmó allí entre el 16 de abril y el 6 de junio de 1990.

## Influencia cultural
Cooper sugirió que Teddy Riley nombrara su nuevo género new jack swing, en honor a la película. El sello de rap Cash Money Records, con sede en Nueva Orleans, lleva el nombre de la pandilla Cash Money Brothers. El rapero de Cash Money Records, Lil Wayne, tiene una serie de álbumes titulados Tha Carter después de The Carter Complex, y Lil Wayne y Tyga se han referido a sí mismos como Young Nino. El luchador New Jack obtuvo su nombre de esta película.
El comediante Gary Gulman se refiere a la película en su especial de Comedy Central "In This Economy", cuando despotrica contra las ahora desaparecidas tiendas de videos Blockbuster y sus políticas de pago por pago atrasado.